# امامزاده بابا مقصود
امامزاده بابا مقصود مربوط به اواخر دوره قاجار - اوایل دوره پهلوی است و در شهرستان گرمی، بخش انگوت، دهستان انگوت غربی، روستای زاویه سنگ واقع شده و این اثر در تاریخ ۱۲ دی ۱۳۸۶ با شمارهٔ ثبت ۲۰۴۳۰ به‌عنوان یکی از آثار ملی ایران به ثبت رسیده است.